# Argyresthia lustralis
Argyresthia lustralis is een vlinder uit de familie van de pedaalmotten (Argyresthiidae). De wetenschappelijke naam van de soort werd in 1911 gepubliceerd door Edward Meyrick.